# Girls TV! feat.SUPER☆GiRLS
『Girls TV! feat.SUPER☆GiRLS』（ガールズティービー　フィーチャリング スーパーガールズ）は、2013年4月2日から2015年9月29日まで放送されていた深夜バラエティ番組。

## 内容
SUPER☆GiRLSを中心にiDOL Streetのメンバーが女子力アップをめざすトークバラエティ番組。2012年4月から放送されていた「Girls TV!」が出演者を一新リニュアル。
2015年9月29日の放送をもって番組を終了する事が、2015年9月15日の放送で発表された。後継番組はiDOL Streetのメンバーが総出演する音楽バラエティ番組「あいどりゅ☆」。

## コーナー
UULA feat SUPER☆GiRLS
- 総合エンタメアプリUULAをメンバーが紹介。

UULA vs 児嶋
- UULA feat SUPER☆GiRLSが第28回より児嶋一哉との対決形式にリニューアル。
- 完全版がUULAにて「Girls TV! presents VS児嶋」として配信されている[2]。

UULA あの人に聞きたい!おすすめマイセレクション
- 第52回より。

スパガの素顔を暴け!スッピン☆タレコミ情報
- メンバー一人の色々な情報をタレコミ方式で紹介。

Recommend Artist
- ミュージック・ビデオの紹介。
- 第3回より。

GirlsTV! NEWS
- iDOL Streetに関する話題を紹介。
- 第23回より。

まさにプライスレス! スパガの○○権
- メンバーがパシャオクを使ってプレミアムな権利を出品する企画[3]。
- 第33回より。

アホ×バカスピンオフ企画 クイズ!なんて書いてあるでしょうか!?
- 人気アイテムの取扱説明文になんと書かれているかを当てるクイズ。
- 第54回より。

## 出演者
MC
- 児嶋一哉（アンジャッシュ）

MCを担当。SUPER☆GiRLSの中では荒井推し。
レギュラー
- SUPER☆GiRLS（志村理佳・渡邉ひかる・宮﨑理奈・勝田梨乃・荒井玲良・田中美麗・溝手るか・前島亜美・渡邉幸愛・浅川梨奈・内村莉彩）

前島が2代目アシスタント。渡邉幸・浅川・内村が加入により参加。（第48回 - 第129回）

### 過去の出演者
- 八坂沙織（第1回 - 第47回、第94回）

当時のSUPER☆GiRLSメンバーで初代アシスタント。
- 後藤彩（第1回 - 第102回）

当時のSUPER☆GiRLSメンバー。

### ゲスト
括弧内はコーナー名。本編の場合は出演回のみ。

#### iDOL Street
太字は現在所属中。
- Cheeky Parade - 第24回・第25回（田中美麗 vs 溝手るか インタビュー対決）、第67回・第68回（Girls TV! NEWS）
  - 渡辺亜紗美 - 第21回（スッピン☆タレコミ情報）
  - 関根優那 - 第10回（スッピン☆タレコミ情報）・第33回・第34回、第62回
  - 島崎莉乃 - 第19回（スッピン☆タレコミ情報）
  - 鈴木友梨耶 - 第19回・第22回（スッピン☆タレコミ情報）・第33回・第34回、第62回
  - 溝呂木世蘭 - 第13回（スッピン☆タレコミ情報）・第62回
  - 山本真凜 - 第21回（スッピン☆タレコミ情報）
  - 永井日菜 - 第13回（スッピン☆タレコミ情報）、第62回
  - 小鷹狩百花 - 第10回（スッピン☆タレコミ情報）
  - 鈴木真梨耶 - 第21回（スッピン☆タレコミ情報）・第62回
- GEM
  - 金澤有希 - 第33回・第34回・第61回
  - 伊藤千咲美 - 第24回・第25回（田中美麗 vs 溝手るか インタビュー対決）
  - 森岡悠 - 第24回・第25回（田中美麗 vs 溝手るか インタビュー対決）・第61回
  - 南口奈々 - 第24回・第25回（田中美麗 vs 溝手るか インタビュー対決）
  - 熊代珠琳 - 第24回・第25回（田中美麗 vs 溝手るか インタビュー対決）・第61回
  - 小栗かこ - 第24回・第25回（田中美麗 vs 溝手るか インタビュー対決）・第61回
  - 村上来渚 - 第24回・第25回（田中美麗 vs 溝手るか インタビュー対決）・第61回
  - 武田舞彩 - 第24回・第25回（田中美麗 vs 溝手るか インタビュー対決）・第33回・第34回・第61回
  - 伊山摩穂 - 第24回・第25回（田中美麗 vs 溝手るか インタビュー対決）・第61回
  - 平野沙羅 - 第24回・第25回（田中美麗 vs 溝手るか インタビュー対決）・第61回
- わ→すた
  - 坂元葉月 - 第65回・第78回・第104回（CM前のキューカット）[注 1]
  - 廣川奈々聖 - 第61回・第75回[注 2]・第79回（CM前のキューカット）[注 1]
  - 松田美里 - 第66回・第72回[注 2]・第77回・第106回・第108回（CM前のキューカット）[注 1]
  - 小玉梨々華 - 第63回・第72回[注 2]・第85回・第105回（CM前のキューカット）[注 1]
  - 三品瑠香 - 第54回・第74回[注 2]・第83回・第103回（CM前のキューカット）[注 1]
- 吉本ほのか - 第63回・第85回・第98回（CM前のキューカット）[注 1]
- ストリート生
  - サッポロ Snow♥Loveits
    - 工藤夢心 - 第61回・第86回・第101回（CM前のキューカット）
    - 横山奈央 - 第62回・第87回・第95回（CM前のキューカット）

  - SENDAI Twinkle☆moon
    - 沓掛真珠 - 第56回・第71回[注 2]・第88回・第99回（CM前のキューカット）
    - 栗村風香 - 第56回・第87回・第100回（CM前のキューカット）
    - 高橋彩花 - 第57回・第89回・第102回（CM前のキューカット）
    - 田中風華 - 第58回・第89回・第107回（CM前のキューカット）
    - 前田晴香 第57回・第88回・第107回（CM前のキューカット）
    - 山﨑詠万 - 第55回・第71回[注 2]・第90回・第103回（CM前のキューカット）
    - 吉田恵 - 第58回・第90回・第97回（CM前のキューカット）

  - TOKYO TORiTSUこれで委員会
    - 荒川沙奈 - 第91回・第102回（CM前のキューカット）
    - 遠藤美沙 - 第53回・第91回・第94回（CM前のキューカット）
    - 緒方もも - 第66回（CM前のキューカット）
    - 加藤里保菜 - 第50回・第51回・第70回[注 2]（CM前のキューカット）
    - 木戸口桜子 - 第62回・第70回[注 2]・第86回・第110回（CM前のキューカット）
    - 金城成美 - 第50回・第51回・第92回・第99回（CM前のキューカット）
    - 中島亜純 - 第52回（CM前のキューカット）
    - 松脇朱里 - 第52回・第92回・第106回・第108回（CM前のキューカット）
    - 横尾紗千 - 第93回・第96回（CM前のキューカット）
    - 吉橋亜理砂 - 第51回（CM前のキューカット）
    - 米満梨湖 - 第68回・第93回・第109回（CM前のキューカット）
    - 若松愛里 - 第105回（CM前のキューカット）

  - NAGOYA Chubu
    - 石川桃子 - 第55回（CM前のキューカット）
    - 井柳華乃 - 第68回・第75回[注 2]・第81回・第94回（CM前のキューカット）
    - 沖本里緒 - 第83回・第96回（CM前のキューカット）
    - 奥山紗菜 - 第54回・第84回・第95回（CM前のキューカット）
    - 尾澤ルナ - 第69回・第84回・第109回（CM前のキューカット）
    - 河合彩華 - 第53回・第74回[注 2]・第82回・第97回（CM前のキューカット）
    - 北島真由 - 第69回・第82回（CM前のキューカット）

  - 大阪 DAIZY7
    - 月山京香 - 第64回・第76回・第101回（CM前のキューカット）
    - 傍士聖海 - 第67回（CM前のキューカット）
    - 三谷優依 - 第65回・第77回（CM前のキューカット）
    - 宮本夏花 - 第64回・第78回・第98回（CM前のキューカット）
    - 森美月 - 第67回（CM前のキューカット）

  - FUKUOKA はかたみにょん★
    - 木下菜乃 - 第60回・第76回[注 2]・第80回・第110回（CM前のキューカット）
    - 隈本茉莉奈 - 第59回・第80回・第100回（CM前のキューカット）
    - 立石愛由子 - 第59回・第81回（CM前のキューカット）
    - 蓮見優花 - 第60回・第79回（CM前のキューカット）

#### 本編ゲスト
- ミロ（鑑定士） - 第24回・第25回
- 宇内梨沙（ミス慶應） - 第45回・第46回
- 小木博明（おぎやはぎ） - 第52回・第53回
- 釜本邦茂 - 第60回
- 藤田貴子（ネオプロモーション株式会社社長） - 第66回
- 鈴木拓（ドランクドラゴン） - 第67回・第68回
- 小島よしお - 第76回・第77回
- 田中卓志（アンガールズ） - 第79回・第80回
- アルコ&ピース - 第83回・第84回
- PASSPO☆ - 第91回・第96回
- 渡部建（アンジャッシュ） - 第100回・第101回
- 永野 - 第110回・第124回
- クロちゃん（安田大サーカス） - 第116回[注 3]・第117回
- とっくん - 第116回
- ゆってぃ - 第123回
- マロンフェスタ - 第123回
- あっぱれ! - 第123回
- 巨匠 - 第124回
- 笑福亭鶴瓶 - 第128回[注 4]

#### UULA紹介
- May J. - 第53回・第54回
- hitomi - 第55回・第56回
- 秦基博 - 第57回
- 武藤彩未 - 第58回
- BRIDGET - 第59回
- BiS - 第60回
- KG - 第61回
- 内田裕也 - 第62回
- 山崎まさよし - 第63回
- 大原櫻子 - 第64回
- 宇野実彩子・伊藤千晃（AAA） - 第65回
- 夏菜 - 第66回
- チャラン・ポ・ランタン - 第67回
- スキマスイッチ - 第68回
- 山本美月 - 第69回
- 仙台貨物 - 第70回
- Silent Siren - 第71回
- どぶろっく - 第72回
- ファンキー加藤 - 第73回
- 佐藤江梨子 - 第74回
- 白濱亜嵐・数原龍友・関口メンディー（GENERATIONS from EXILE TRIBE） - 第75回
- 吉田山田 - 第76回
- Da-iCE - 第77回
- かりゆし58 - 第78回
- DIVA - 第79回
- アレクサンドラ・スタン - 第80回
- DA PUMP - 第81回
- キング・クリームソーダ - 第82回
- Dream5 - 第83回

#### その他コーナーのゲスト
- 知花くらら・太田雄貴・高梨沙羅 - 第55回（GirlsTV! NEWS）
- 吉田夏海 - 第57回・第58回（GirlsTV! NEWS）
- 晴香葉子 - 第65回〜第69回（めざせ!しなやか女子）
- 菜々緒 - 第104回（GirlsTV! NEWS）
- 松下奈緒 - 第106回（Girls TV!にこんなオファー来ちゃいました!）

## 放送リスト
「UULA vs 児嶋」の勝者がSUPER☆GiRLSの場合は太字て表す。

### ランキング順位
恋人にしたいのは誰だランキング (第6回)
1.荒井 2.八坂 3.志村 4.渡邉 5.前島 6.後藤 7.溝手 8.田中 9.宮﨑 10.勝田
恋人にしたいのは誰だ!?ランキング (第12回)
1.宮﨑 2.荒井 3.渡邉 4.後藤 5.志村 6.勝田 7.田中 8.八坂 9.前島 10.溝手
オーラランキング (第24回 - 第25回)
1.前島 2.田中 3.溝手 4.渡邉 5.八坂 6.志村 7.宮﨑 8.勝田 9.後藤 10.荒井
恋人にしたいのは誰だ!ランキング (第33回 - 第34回)
1.武田 2.後藤 3.関根 4.荒井 5.金澤 6.前島 7.八坂 8.志村 9.山本 10.宮﨑 11.溝手 12.田中 13.鈴木 14.渡邉 15.勝田
実写版・恋人にしたいのは誰だ!サバイバル (第40回)
1.後藤 2.宮﨑 3.渡邉 4.前島 5.田中 6.八坂 7.志村 8.荒井 9.溝手 10.勝田
歌が上手いのは誰だ!?ランキング (第58回 - 第59回)
1.渡邉ひ 2.勝田 3.後藤 4.宮﨑 5.溝手、内村 7.浅川 8.田中 9.荒井 10.志村 11.渡邉幸 12.前島
私のLINE☆テクニックランキング（第67回 - 第68回）
1.浅川 2.前島 3.勝田 4.田中 5.渡邉幸 6.渡邉ひ 7.溝手 8.宮﨑 9.志村 10.後藤 11.荒井 12.内村
恋人にしたいのは誰だ!?ランキング (第74回 - 第75回)
1.荒井 2.渡邉幸 3.志村 4.田中 5.前島 6.勝田 7.渡邉ひ 8.溝手 9.後藤 10.内村 11.浅川 12.宮﨑
私のモテ☆テクニック!（第79回 - 第80回）
1.勝田 2.内村 3.荒井 4.前島 5.渡邉幸 6.渡邉ひ 7.溝手 8.浅川 9.後藤 10.志村 11.田中 12.宮﨑
好きなアイドル★ランキング!!（第85回）
1.℃-ute 2.NMB48 3.AKB48 4.Juice=Juice 5.でんぱ組.inc 6.ももいろクローバーZ 7.PASSPO☆ 8.乃木坂46 9.フェアリーズ 10.モーニング娘。 '14
マジ弁対決 （第106回 - 第107回）
1.勝田・宮﨑 3.荒井 4.内村 5.浅川 6.志村 7.渡邉幸 8.渡邉ひ 9.溝手
スパガの中ですっぴんが可愛いのは誰!? ランキング （最終回）
1.志村 2.宮崎 3.田中 4.浅川 5.荒井 6.前島 7.溝手 8.渡邉ひ 9.渡邉幸 10.勝田 11.内村

## テーマソング

### オープニングテーマ
- 「Celebration」SUPER☆GiRLS（第1回 - 第6回）
- 「Hop! Step! ダンス↑↑」Dream5（第7回 - 第9回）
- 「常夏ハイタッチ」SUPER☆GiRLS（第10回 - 第18回）
- 「Boys Meet U」SHINee（第19回 - 第22回）
- 「無限大少女∀」Cheeky Parade（第23回 - 第26回）
- 「Re:NAME」大塚愛（第27回 - 第32回）
- 「チェケラ」Cheeky Parade（第33回 - 第35回）
- 「センチメンタル・ジャーニー」前島亜美 from SUPER☆GIRLS(第)SUPER☆GiRLS（第36回 - 第39回）
- 「We're GEM!」GEM（第40回 - 第43回）
- 「空色のキセキ」SUPER☆GiRLS（第44回 - 第52回）
- 「花道!!ア〜ンビシャス」SUPER☆GiRLS（第53回 - 第61回）
- 「Do You Believe?」GEM（第62回 - 第64回）
- 「Together」Cheeky Parade（第65回 - 第69回、第74回 - 第85回）
- 「アッハッハ!〜超絶爆笑音頭〜」SUPER☆GiRLS（第70回 - 第73回）
- 「Star Shine Story」GEM（第86回 - 第92回）
- 「ギラギラRevolution｣ SUPER☆GiRLS（第93回 - 第115回）
- 「MONST@R」Cheeky Parade（第116回 -第121回）
- 「イッチャって♪ ヤッチャって♪」SUPER☆GIRLS（第122回 - 第126回）
- 「Baby,Love me!」GEM（第127回 - 最終回）

### エンディングテーマ
- 「→」Silent Siren（第1回 - 第5回）
- 「それでも、生きてゆく」EXILE ATSUSHI&辻井伸行（第6回 - 第9回）
- 「After The Storm feat.シェネル」AI（第10回 - 第13回）
- 「Precious」May J.（第14回 - 第18回）
- 「島唄」May J.（第19回 - 第22回）
- 「恋音と雨空」AAA（第23回 - 第26回）
- 「Lovin' You」May J.（第27回 - 第32回）
- 「I Believe[Japanese Version]feat.V.I（from BIGBANG）」May J.（第33回 - 第35回）
- 「SO RIGHT」三代目J Soul Brothers from EXILE TRIBE（第36回 - 第39回）
- 「花火」三代目J Soul Brothers（第40回 - 第43回）
- 「SHOW ME YOUR HOLLA」倖田來未（第44回 - 第51回）
- 「THE ONE」SOLIDEMO（第52回 -  第64回）
- 「R.Y.U.S.E.I.」三代目J Soul Brothers from EXILE TRIBE（第65回 - 第69回）
- 「Share Happiness」BREATHE（第70回 -第73回）
- 「LOVE AIN'T EASY」JAMOSA（第74回 - 第82回）
- 「ナルパキスン（Look at me, Gwisun）」D-LITE（from BIGBANG）（第83回 - 第87回）
- 「O.R.I.O.N.」三代目J Soul Brothers from EXILE TRIBE（第88回 - 第90回）
- 「Move It! -Dream & E-girls TIME-｣E-girls（第91回 - 第94回）
- 「Eeny, meeny, miny, moe!｣ 三代目J Soul Brothers from EXILE TRIBE（第95回 - 第98回）
- 「Wishes come true - 咲き誇る花たちに - 」May.J（第99回 - 第102回）
- 「NEGAI」No.6 （第103回 - 第107回）
- 「ありがとうForever...」西内まりや （第108回 -）

## スタッフ
- ナレーション:AIJ[注 20]
- 構成:生貝宏治、山本アキヒロ
- TD:杉本昌範
- CAM:木下健一、白石晋也
- VE:西原如歩
- CA:庄子広直
- ヘアメイク:木村聡美、中逸あゆみ、上條絵美、大久保沙菜
- CGタイトル:古田亘
- 編集:滝嶋秀臣
- MA:浦辺裕太
- 音響・効果:theeBLUEBEAT
- 協力:テイクファイブ
- 撮影協力:SUBIR AKASAKA TOKYO
- AD:池田丈明、宮本知佳
- ディレクター:菅慶彦
- 制作協力:ドリマックス・テレビジョン
- 編成:河津陽二→徳岡玲矢（日本海テレビ）
- プロデューサー:鈴木寿、相見高志、小板洋司
- エグゼクティブプロデューサー:渡邉浩一郎
- 製作・著作:株式会社ユナイテッドスクエア

## ネット局
| 放送対象地域   | 放送局                    | 系列               | 放送時間           | 放送開始日     | 備考         |
| -------------- | ------------------------- | ------------------ | ------------------ | -------------- | ------------ |
| 鳥取県・島根県 | 日本海テレビ（NKT）       | 日本テレビ系列     | 火曜 25:34 - 26:04 | 2013年4月2日 - | 基準局       |
| 北海道         | 札幌テレビ（STV）         | 日本テレビ系列     | 金曜 26:30 - 27:00 | 2013年4月5日 - |              |
| 青森県         | 青森放送（RAB）           | 日本テレビ系列     | 月曜 25:53 - 26:23 | 2013年4月8日 - |              |
| 岩手県         | テレビ岩手（TVI）         | 日本テレビ系列     | 水曜 25:23 - 25:53 | 2013年4月3日 - |              |
| 宮城県         | ミヤギテレビ（MMT）       | 日本テレビ系列     | 水曜 25:29 - 25:59 | 2013年4月3日 - |              |
| 秋田県         | 秋田放送（ABS）           | 日本テレビ系列     | 火曜 25:23 - 25:53 | 2013年4月2日 - |              |
| 山形県         | 山形放送（YBC）           | 日本テレビ系列     | 月曜 24:53 - 25:23 | 2013年4月8日 - |              |
| 福島県         | 福島中央テレビ（FCT）     | 日本テレビ系列     | 日曜 25:20 - 25:50 | 2013年4月7日 - |              |
| 山梨県         | 山梨放送（YBS）           | 日本テレビ系列     | 月曜 25:53 - 26:23 | 2013年4月8日 - |              |
| 長野県         | テレビ信州（TSB）         | 日本テレビ系列     | 火曜 25:29 - 25:59 | 2013年4月2日 - |              |
| 静岡県         | 静岡第一テレビ（SDT）     | 日本テレビ系列     | 火曜 26:03 - 26:33 | 2013年4月2日 - |              |
| 富山県         | 北日本放送（KNB）         | 日本テレビ系列     | 火曜 25:28 - 25:58 | 2013年4月2日 - |              |
| 石川県         | テレビ金沢（KTK）         | 日本テレビ系列     | 日曜 25:26 - 25:56 | 2013年4月7日 - |              |
| 福井県         | 福井放送（FBC）           | 日本テレビ系列     | 木曜 24:59 - 25:29 | 2013年4月4日 - |              |
| 山口県         | 山口放送（KRY）           | 日本テレビ系列     | 月曜 25:23 - 25:53 | 2013年4月8日 - |              |
| 香川県・岡山県 | 西日本放送（RNC）         | 日本テレビ系列     | 土曜 25:50 - 26:20 | 2013年4月6日 - |              |
| 愛媛県         | 南海放送（RNB）           | 日本テレビ系列     | 土曜 25:55 - 26:25 | 2013年4月6日 - |              |
| 高知県         | 高知放送（RKC）           | 日本テレビ系列     | 木曜 25:48 - 26:18 | 2013年4月4日 - |              |
| 長崎県         | 長崎国際テレビ（NIB）     | 日本テレビ系列     | 日曜 25:20 - 25:50 | 2013年4月7日 - |              |
| 熊本県         | くまもと県民テレビ（KKT） | 日本テレビ系列     | 火曜 25:30 - 26:00 | 2013年4月2日 - |              |
| 鹿児島県       | 鹿児島読売テレビ（KYT）   | 日本テレビ系列     | 日曜 25:20 - 25:50 | 2013年4月7日 - |              |
| 中京広域圏     | メ〜テレ（NBN）           | テレビ朝日系列     | 火曜 26:29 - 26:59 | 2013年4月2日 - |              |
| 福岡県         | 九州朝日放送（KBC）       | テレビ朝日系列     | 金曜 27:26 - 27:56 | 2013年4月5日 - |              |
| 大分県         | 大分朝日放送（OAB）       | テレビ朝日系列     | 火曜 25:50 - 26:20 | 2013年4月2日 - |              |
| 宮崎県         | 宮崎放送（MRT）           | TBS系列            | 土曜 25:43 - 26:13 | 2013年4月6日 - |              |
| 大阪府         | テレビ大阪（TVO）         | テレビ東京系列     | 火曜 26:40 - 27:10 | 2013年4月2日 - | [ 注 21 ]    |
| 東京都         | TOKYO MX（MX）            | 独立局             | 月曜 28:00 - 28:30 | 2013年4月5日 - |              |
| 日本全域       | アメーバピグ              | インターネット配信 | 火曜 20:45〜21:15  | 2013年4月9日 - | リピート放送 |